# بوبي بريثويت
بوبي بريثويت (بالإنجليزية: Bobby Braithwaite)‏ هو لاعب كرة قدم بريطاني، ولد في 24 فبراير 1937 في بلفاست في المملكة المتحدة، وتوفي في 14 أكتوبر 2015 في إيست لندن في جنوب أفريقيا. شارك مع منتخب أيرلندا الشمالية لكرة القدم. أما مع النوادي، فقد لعب مع نادي بلومفونتين سيلتيك ونادي ديربن سيتي ونادي لينفيلد ونادي ميدلزبره.

## وصلات خارجية
- بوبي بريثويت على موقع قاعدة بيانات كرة القدم.إي يو (الإنجليزية)
- بوبي بريثويت على موقع ناشيونال فوتبول تيمز (الإنجليزية)